# Angoolam
Angoolam, auch Angli oder Angali, war in Indien ein kleines Längenmaß und entsprach etwa der Daumenbreite.
Nach Helmut Kahnt und Bernd Knorr hatte das Maß diese Werte:
- Allgemein: 1 Angoolam = 1,9 Zentimeter
- Bombay: 1 Angoolam = 1,4 Zentimeter
- Trivandrum: 1 Angoolam = 3,0 Zentimeter

Nach William Tate:
- 1 Angoolam = 1 ¼ Inch = 3,175 Zentimeter
- 24 Angoolam = 1 Kole = 30 Inch = 2 ½ Feet

Nach anderer Quelle war das Maß ein Inch (2,54 Zentimeter) lang.